# Vozes do Meio-Fio
Análise antropológica levada a cabo por Cláudia Milito e Hélio R.S. Silva, durante um ano, junto de meninos de rua, no Rio de Janeiro.

## Sinopse
Vozes do Meio-Fio é uma etnografia focalizada nas crianças de rua.
A obra descreve pequenas histórias do dia-a-dia absorvidas pela pesquisa, de pequenos acontecimentos que passam a temas, questões e problemas distintos. O relato dos acontecimentos é feito sob a forma de fragmentos da cidade, dos meninos de rua nos seus espaços e dos adultos a ignorarem as suas responsabilidades. O livro estrutura-se na criação de temas, como a prostituição, violência, alimentação, consumo de drogas, que estão associados aos meninos de rua.

## Os Autores
Os autores esclarecem na obra que a função no espaço dos meninos de rua é observar. E que a movimentação dos mesmos nesse espaço é regulada pela sua curiosidade, interesse e incertezas.